# Ventron
Ventron település Franciaországban, Vosges megyében. Lakosainak száma 839 fő (2022. január 1.). Ventron Cornimont, Fellering, Kruth, Bussang és Le Ménil községekkel határos.

## Népesség
A település népessége az elmúlt években az alábbi módon változott:
| Lakosok száma | 883  | 850  | 867  | 838  | 835  | 832  | 832  | 828  | 839  |
|               | 2013 | 2015 | 2016 | 2017 | 2018 | 2019 | 2020 | 2021 | 2022 |